# Sculpture sur bois
La sculpture sur bois est une technique que l'on pratique en retirant de la matière. Elle désigne également l’œuvre réalisée en bois.
Bien que la pratique de la sculpture sur bois soit très ancienne (il n'en reste aucune trace, car le bois est une matière qui ne résiste pas aux outrages du temps), la sculpture en argile demeure la première technique et le premier matériau utilisé pour la sculpture.
La sculpture sur bois constitue un savoir-faire reconnu par l'Inventaire du patrimoine culturel immatériel en France.

## Présentation
La sculpture sur bois se différencie de la sculpture sur d'autres matériaux (argile, pierre…) :
- il faut souvent faire un assemblage à plat-joint avec plusieurs planches de bois (très sec), préalablement dégauchies et rabotées. Ces bois sont assemblés différemment selon que l'on désire réaliser un bas-relief ou une ronde-bosse (sculpture statuaire). L'assemblage du bois est réalisé de manière à éviter les fissures, et rétraction (ou dilatation du bois, en fonction du taux d'humidité ambiante) ;

- les finitions pour bois sont spécifiques et très variées. Elles permettent une véritable mise en valeur du bois autant que du sujet sculpté. La sculpture peut être teintée aux ocres naturelles, puis une application de cire d'abeille reste la technique la plus connue et la plus simple. Le vernis au tampon est long à mettre en application, environ quinze jours, mais fait ressortir le veinage du bois et donne à ce dernier une impression de miroir. La dorure sur bois, par application de feuilles d'or nécessite plus de quatorze opérations et donne une finition de style. Il existe beaucoup d'autres finitions : à huile siccative (de Tung, d'abrasin, de lin), la cire de carnauba, la gomme-laque, le vernis copal (dit de Saint-Petersbourg)… Chacune a sa spécificité et donne à l'œuvre son message définitif.

On reconnait plusieurs étapes de la sculpture sur bois pour un bas relief, exemple :
- le traçage. Reproduire à l'aide d'un crayon le motif sur la pièce de bois. Selon la dimension du sujet on peut utiliser une craie ;
- le défonçage, permet de retirer le plus possible de bois autour du motif à l'aide de gouges creuses, dans le fil du bois, en conservant une surcote de matière. Il peut être réalisé à la défonceuse ;
- la découpe, débute en gras avec une frappe inclinée légèrement vers l'extérieur du dessin pour ne pas rentrer dans la sculpture, puis l'outil se redresse en réalisant le fond levé (partie sur laquelle semble reposer la pièce). La finition de la découpe doit être franche et nette sans marquer les fonds, elle est réalisée au fermoir ;
- l'épannelage consiste à descendre les hauteurs par des plans successifs avec les gouges méplates et le burin. Suivi du tracé d'épannelage pour repositionner le motif précisément sur la pièce de bois ;
- l'ébauche ou le modelé, est la recherche et la réalisation de la forme définitive. Cette étape consiste à galber les volumes et faire les détails du motif ;
- la finition pour éliminer quelques coups d'outils trop apparents, et jouer avec les ombres et la lumière en accentuant les creux… Exemple : réaliser les crans dans les feuilles et donner sur celles-ci des coups de brettée ou de burin.

Une fois la sculpture achevée, elle doit toujours être protégée à l'aide de produits de finition (vernis, cire, huile…).

## Éléments historiques

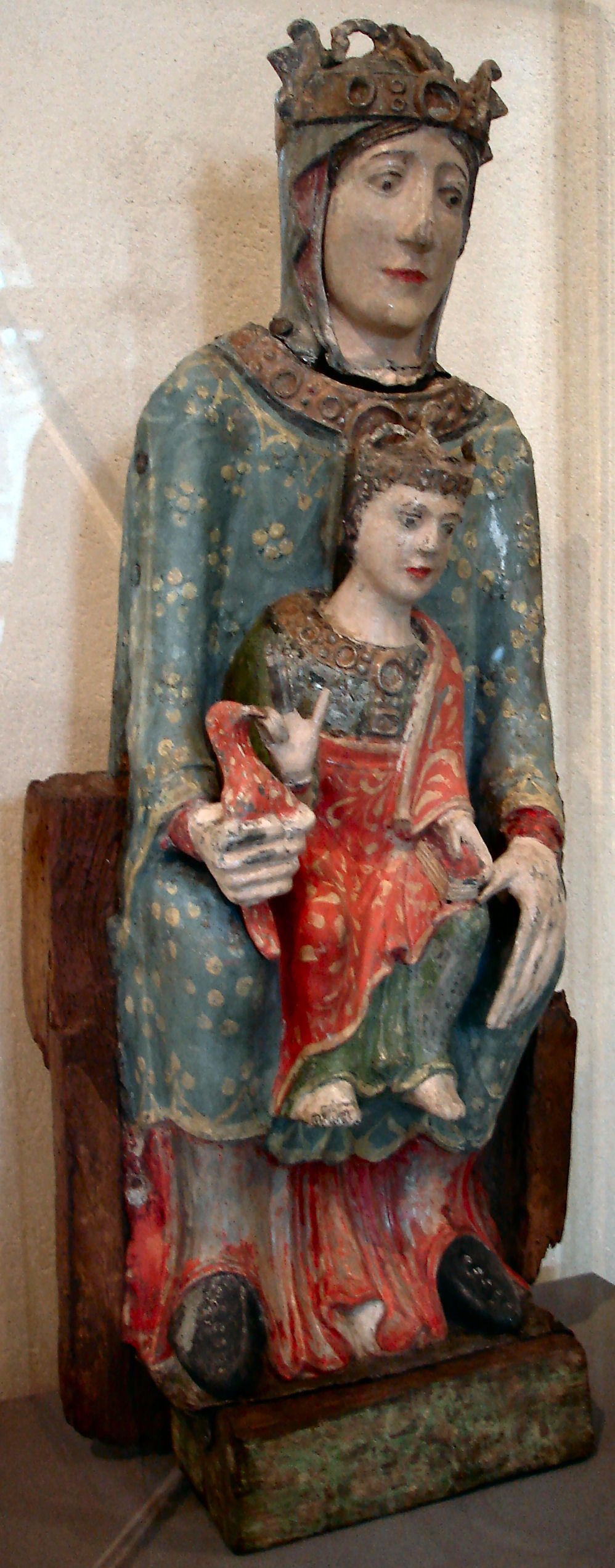
Vierge en majesté, XIIIe siècle.

Depuis l'Antiquité gréco-romaine, la place du bois dans la hiérarchie des matériaux utilisés dans le travail de la sculpture est inférieure à celle des matières « nobles » que sont le bronze et le marbre. Les statues en bois antiques et médiévales sont généralement recouvertes d'une polychromie parfois assez riche, mais se révèlent fragiles, d'où leur problème de conservation. « Si le corpus de la sculpture médiévale en bois est aujourd'hui aussi lacunaire, les destructions iconoclastes de la Réforme en sont une des causes premières, sans qu'il faille par ailleurs négliger les pertes intervenues lors de la Contre-Réforme, lorsque de nombreuses statues furent « cachées », ensevelies ou simplement détruites. Mais le matériau même de ces œuvres a considérablement desservi leur conservation, et pour plusieurs raisons : sa vulnérabilité, sa « mobilité », mais aussi le caractère populaire, « bon marché ». »

## Les outils du sculpteur sur bois
Les sculpteurs ont de nombreux outils, ils acquièrent et se fabriquent ceux-ci au-fur et à mesure, selon leur projet et leur évolution technique.

### Outils traditionnels

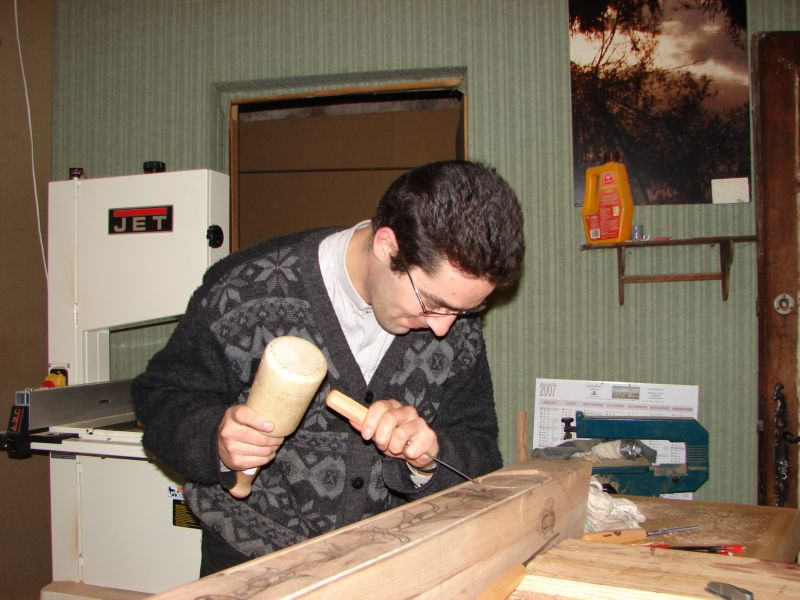
Sculpture ornemaniste sur une colonne de lutrin.

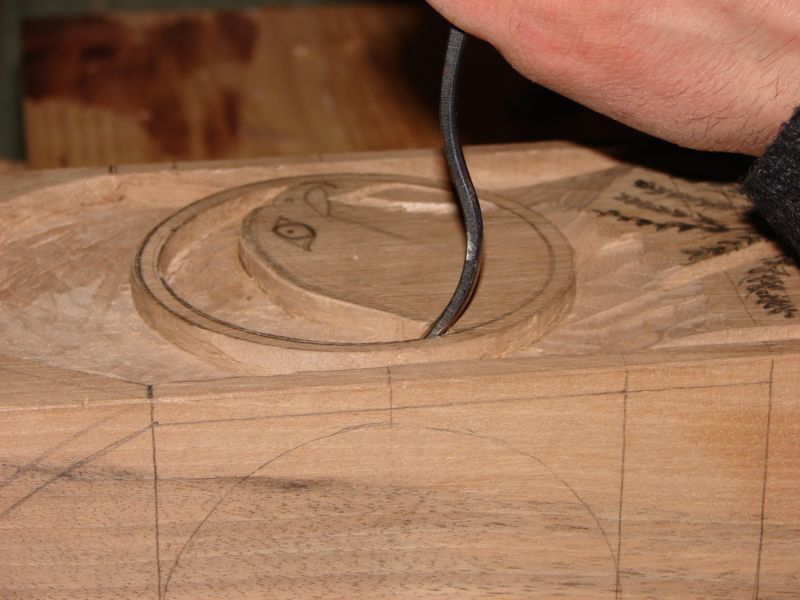
Travail avec une gouge coudée pour accéder aux zones concaves.

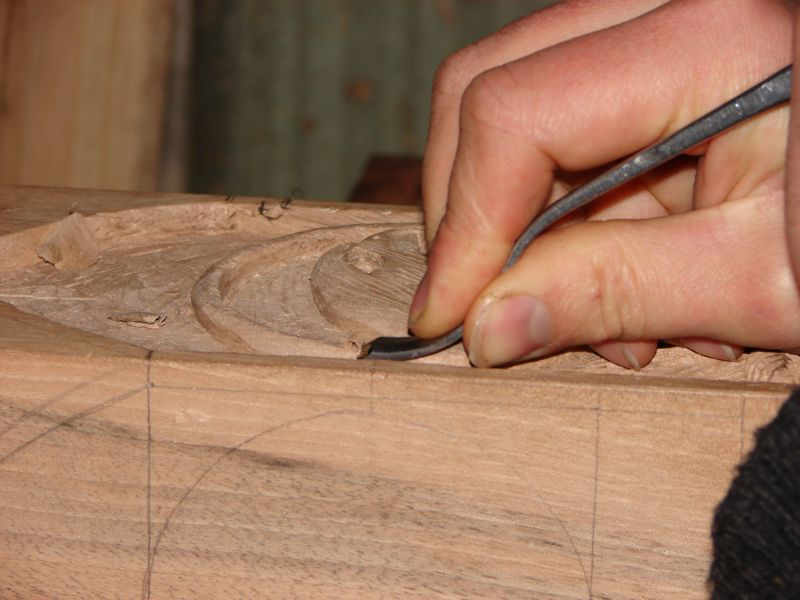
Travail avec une gouge contre-coudée pour accéder aux zones convexes.

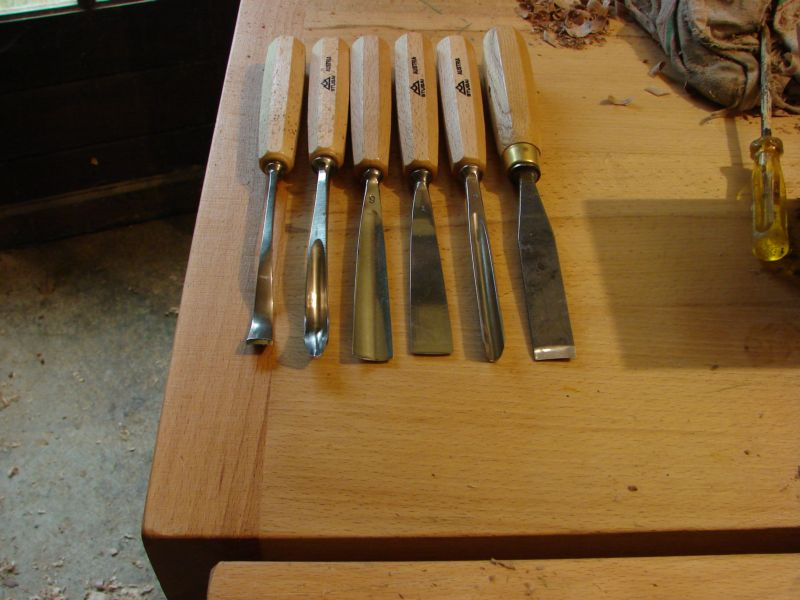
Gouges de sculpture. De gauche à droite : Gouge contre-coudée - Gouge cuiller - Gouge standard - Gouge méplate - Gouge à bretter - Fermoir.

#### Outils de maintien
- L'établi est généralement en hêtre, ce bois absorbant les vibrations de manière optimale. Il peut contenir une presse allemande. Sa hauteur idéale de travail est au niveau du coude, debout face à l'établi.
- L'étau à chariot a les mors garnis de liège, de cuir ou de feutre.
- Les serre-joints.
- La vis anglaise ou queue-de-cochon.

#### Les outils d'entretien
- La meule en grès à eau, sert au dégrossissage et à l'affûtage des biseaux extérieurs des gouges creuses, et les intérieurs des gouges assez ouvertes.
- Les pierres à morfiler servent à ôter le morfil laissé par la meule à eau. La pierre d'Arkansas et la pierre du Levant (Turquie) sont naturelles.
- Le stap ou cuir sert à donner un tranchant plus vif aux outils.

#### Les outils à tracer
- Les compas, droit, d'épaisseur et de profondeur.
- Le trusquin est un outil ingénieux qui permet de tracer des parallèles au côté de la pièce déjà dressé (exemple : la hauteur du fond levé d'un bas relief). Il est équipé d'une roue, ou d'une pointe, qui marque le bois.
- L'équerre et la fausse équerre.

#### Les outils à frapper
- Le maillet est rond ou carré en bois dur pour l'ébauche.
- la massette est ronde ou carrée en acier ou alliage de zinc, pour le défonçage, l'ébauche et la découpe.

#### Lesgouges
- Fermoirs et nérons ont leurs biseaux identiques, le fermoir permet la découpe du motif d'un bas-relief par la frappe et de parfaire le fond, le néron est utilisé pour dégager les angles.
- Les gouges droites plates et méplates évitent de retirer trop de matière à la fois lorsque l'on est proche du modelé de la sculpture finale.
- Les gouges droites creuses ont de très nombreuses fonctions dont celles d'évider la matière principalement.
- Les gouges spatules ou queues de poissons, sont droites et étroites et s'évasent vers l'extrémité (tranchant).
- Les gouges à bretter sont très creuses et ont les côtés remontants. Elles sont très polyvalentes.
- Les gouges coudées permettent de travailler dans les zones concaves (creuses).
- Les gouges contre-coudées permettent de travailler dans les zones convexes.
- Les gouges cuillère (ou cuiller) permettent de travailler dans les zones concaves tout en restant dans le sens du fil du bois.
- Les burins droits servent à dessiner, à graver, à former certains motifs (grains d'épis de blé par exemple).
- Les burins cuiller ou coudés ont la même fonction que les burins droits mais permettent d'accéder aux zones convexes afin de travailler dans le sens du fil du bois.

#### Les outils de finition
- Les rifloirs sont de petites râpes qui permettent de finir certaines formes ou de donner un rendu particulier à certains détails minutieux. Ils sont utilisés surtout pour la ronde-bosse.
- Les racloirs sont des lames d'acier aux arêtes vives, emmanchées dans un bois peu épais et maintenues par une virole de cuir, afin d'abattre les aspérités laissées par la gouge. Ils sont utilisés de préférence dans le sens du fil. Et sont principalement utilisés dans l'industrie du meuble (une sculpture ornementale traditionnelle se finit à l'outil). Ils possèdent des formes variées en fonction des zones à travailler. L'affiloir est l'outil qui permet d'affûter les racloirs.
- Les râpes, limes et papier de verre.

#### Les outils à estamper
Utilisés en frappe, les principaux sont :
- les sabloirs donnent un aspect granité au fond ;
- les perloirs donnent l'arrondi des perles déjà ébauchées ;
- le poche-œil sert à former l'œil des feuillages.

#### Les outils à fonds etmoulures
- Les guimbardes sont des rabots avec des fers amovibles et interchangeables (plus ou moins larges, appelés « fer à bouvet ») qui permettent de réaliser les fonds entre les motifs en se posant sur les parties qui resteront saillantes. La surface d'appuis est donc large, la lame est au centre et on tire à soi l'outil. Cet outil est quasiment remplacé par la défonceuse, bien plus productive.
- Le tarabiscot est l'ancêtre (manuel) de la défonceuse. Il permet la réalisation de moulures « faites main ». Il fait encore mouche de nos jours de par la qualité de cet outil et le plaisir qu'il procure à son utilisateur.
- Les wastringues, ou raclettes, sont des outils polyvalents qui servent à racler, façonner les zones courbes ou galbées. Elles servent également à chanfreiner, arrondir ou aplanir le bois selon la forme de la lame de l'outil. Elles permettent une très grande précision de finition même sur les bois les plus difficiles grâce à l'affûtage à angle faible de la lame (20-25°).

### Outils contemporains
De nos jours, surtout depuis l'invention de l'électricité et la mécanisation, de nouvelles machines sont apparues dans le domaine de la sculpture. Certains de ces outils sont très intéressants et apportent une véritable valeur ajoutée au travail de sculpture, mais en revanche, d'autres sont plus fantaisistes et font du tort à la sculpture lorsqu'elles ne sont utilisées qu'à des fins de productivité accrues (machines à reproduire).

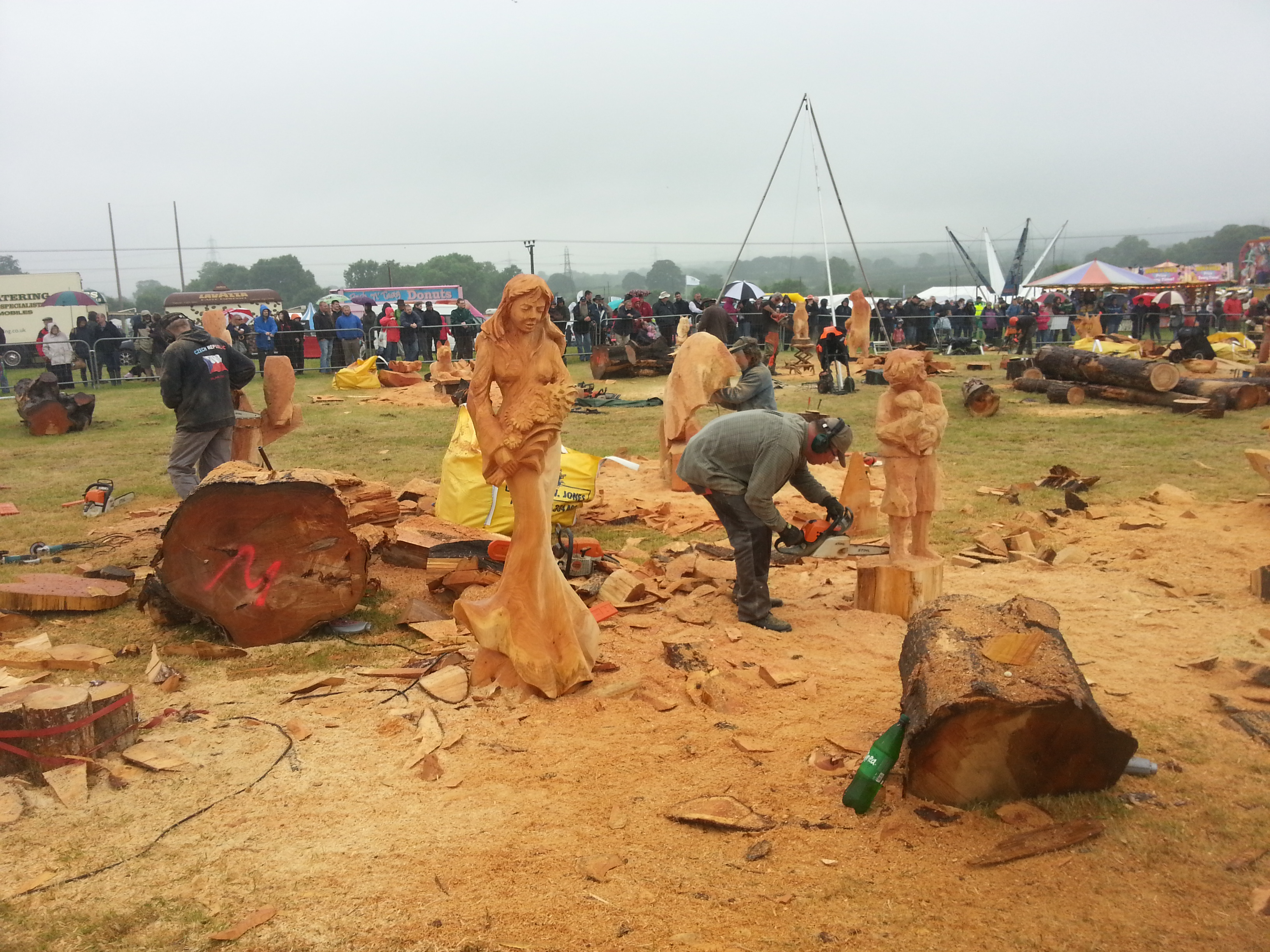
Sculpture sur bois à la tronçonneuse en cours

Parmi les outils remarquables, qui ont contribué à faire évoluer positivement la sculpture sur bois en n'enlevant rien à la valeur artistique des œuvres réalisées, il existe :
- le touret sert à affûter les ciseaux et autres outils de sculpture nécessitant un tranchant parfait. Le système « Koch » est le mieux placé pour effectuer des affûtages parfaits sans risques de détrempages et sans avoir à réaliser le démorfilage pour les outils plats ou faiblement cintrés. Pour les burins et les cintres importants, le démorfilage sur feutre reste la seule façon d'obtenir un tranchant adéquat ;
- la meule en grès à eau, électrique, elle préserve la durée de vie des gouges car l'affûtage se fait principalement à la pierre à morfiler ;
- la meule en plomb possède des disques de plomb de formes variées trempant dans une « potée », mélange d'émeri et d'huile ;
- la défonceuse portative, outil très polyvalent qui permet de moulurer et rainurer. Elle permet aussi de réaliser en partie l'épannelage des bas-reliefs à condition de garder une surcote à finir à la gouge. Cette machine permet de réaliser aussi les tenons et mortaises, le calibrage de certaines pièces à l'aide d'un gabarit en contreplaqué ;
- la scie à ruban permet de déligner les plateaux de bois brut, c'est-à-dire d'en tirer l'aubier. Elle permet aussi de chantourner certaines pièces pour lesquelles une forme extérieure particulière est nécessaire. Elle sert également à réaliser la partie menuiserie des artisans sculpteurs ;
- la rabot dégauchisseuse est une machine très puissante qui permet de dégauchir des pièces de bois brut, de mettre à l'équerre les chants de ces mêmes bois, et de préparer les pièces de bois nécessaires à la création de panneaux (principalement pour les bas et hauts-reliefs), de carrelets (pour la création de ronde bosse), de colonnes, de poutres, de linteaux… ;
- les machines à transmission flexible peuvent aider en sculpture mais leur efficacité est discutée. Les modèles actuels se sont largement améliorés avec, d'une part, l'apparition d'outils au carbure et diamantés permettant d'appréhender les bois durs (et même la pierre), et d'autre part des vitesses de rotation variables. Toutefois, les outils tels que les râpes à picots au carbure permettent d'obtenir un rendu intéressant au niveau des « textures » dans certaines sculptures, surtout en ronde bosse et dans la sculpture animalière hyperréaliste ;
- les disques à sculpter servent à ébaucher des sculptures statuaires généralement monumentales. Il s'agit de disques que l'on monte sur une ébarbeuse et qui contiennent deux ou trois pastilles tranchantes en carbure. Grâce à une vitesse de rotation élevée, ces disques sont redoutablement efficaces dans l'effort de coupe des bois massifs tendres ou durs ;
- la tronçonneuse sert à dégrossir une ronde-bosse. Certains sculpteurs finalisent leurs œuvres avec.

## Galerie

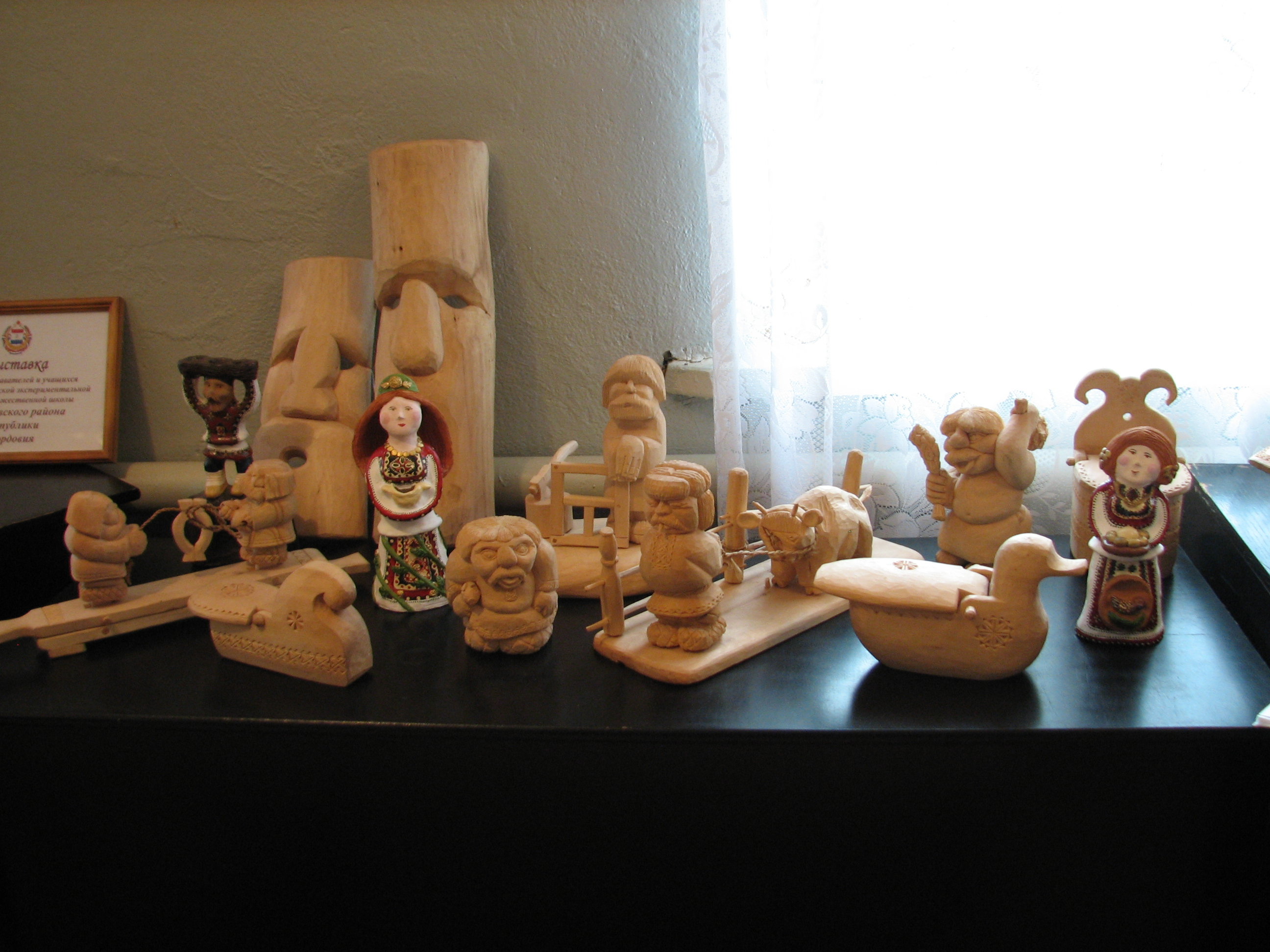
Figurines de gens et d'animaux, Podlesnaya Tavla, district de Kochkurovsky, République de Mordovie, Russie.
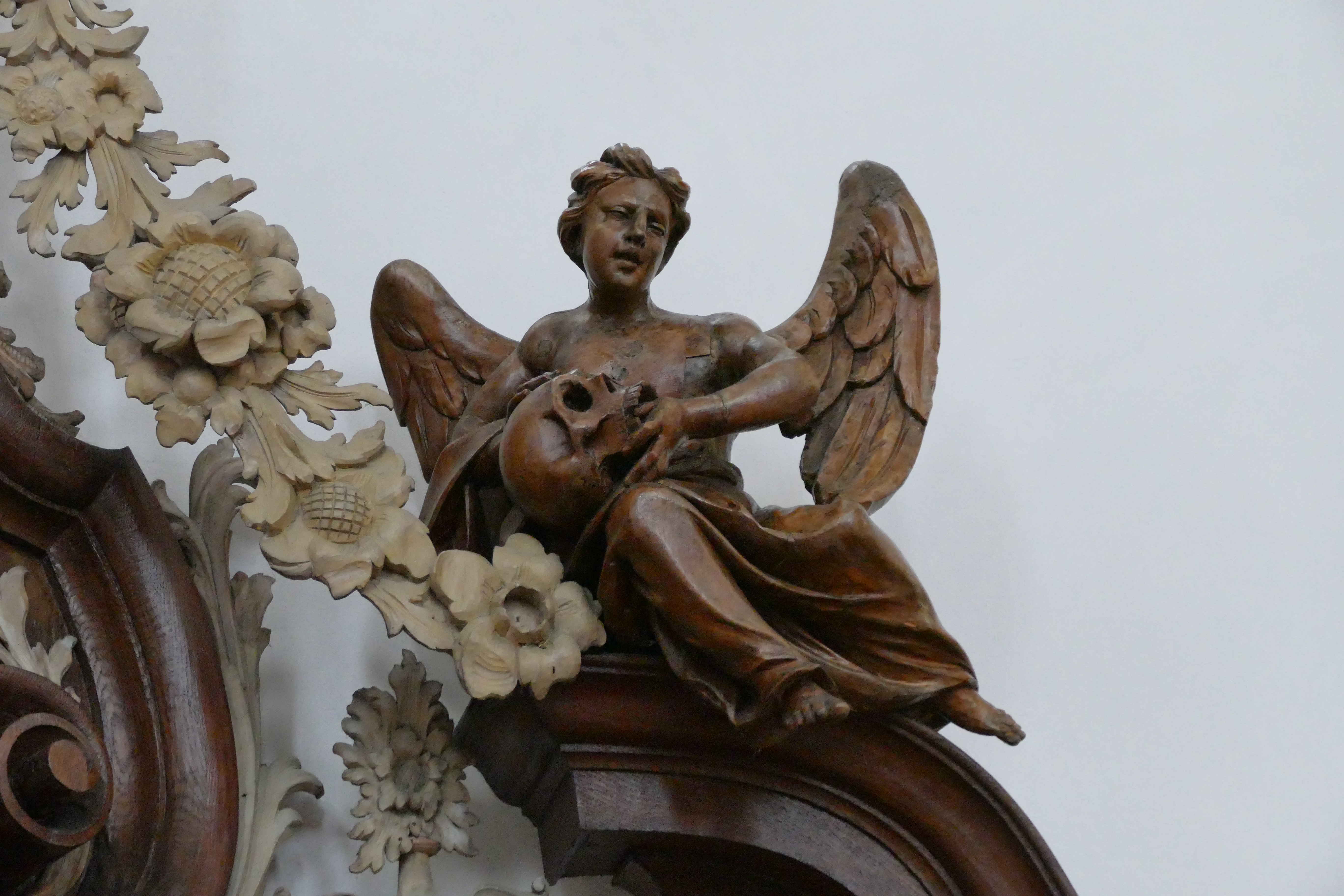
Ange avec vanité, dans un confessionnal à Wallfahrtskirche Steinhausen.
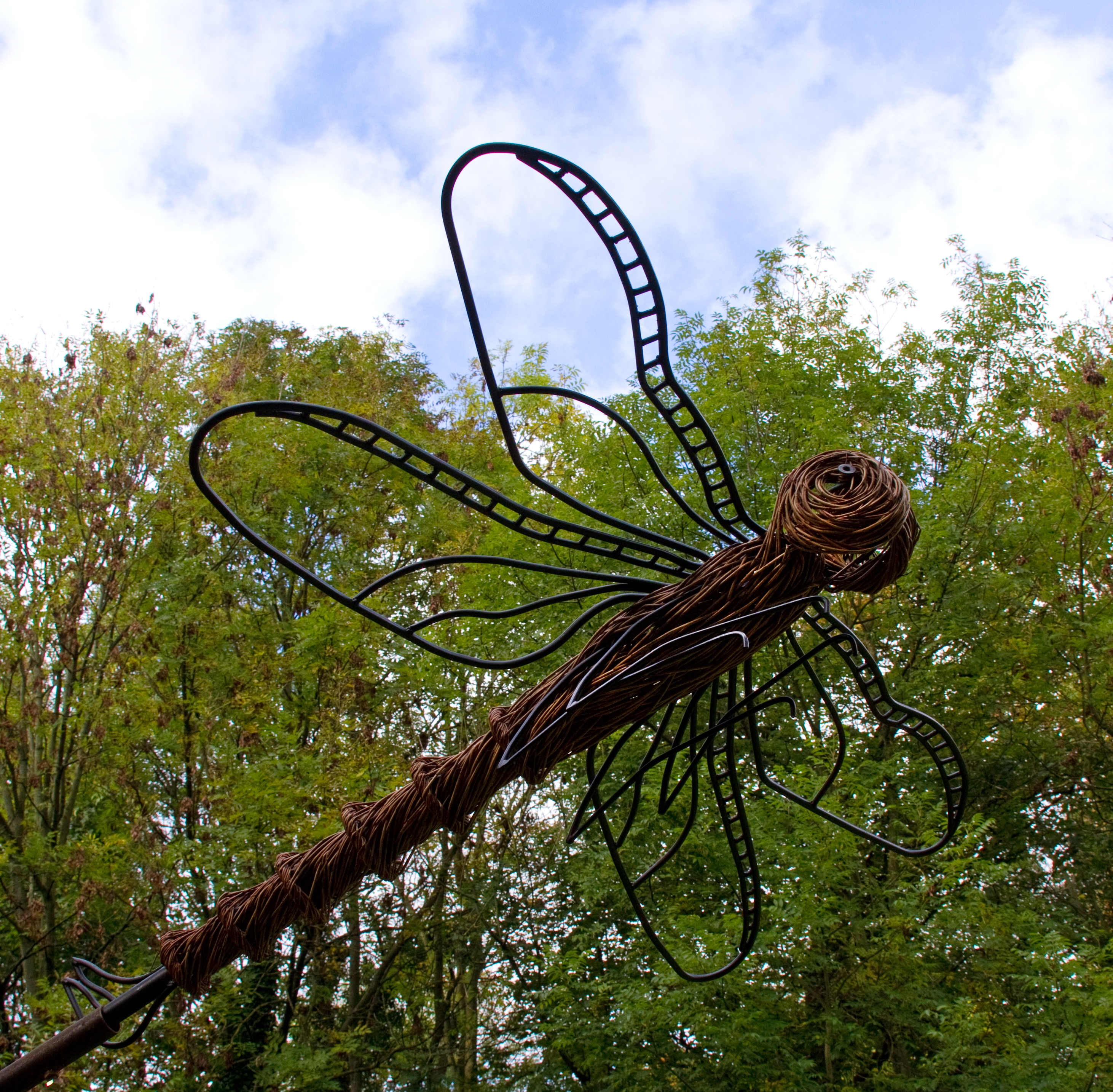
Libellule à West Bromwich en Angleterre.